# Società Sportiva San Giovanni
A Società Sportiva San Giovanni, ou simplesmente San Giovanni, é um clube de futebol de San Marino baseado no castelo de Borgo Maggiore. A equipe foi fundada em 1948 e se localiza na aldeia de San Giovanni sotto le Penne. As cores do time são vermelho, preto e branco.
A equipe sempre teve campanhas modestas ao longo dos anos e jamais faturou qualquer título nacional. Seus maiores momentos foram dois vice-campeonatos, um no primeiro campeonato nacional de San Marino (1985–86) e um na Copa Titano, em 2012–13.